# CoreCivic
Pour les articles homonymes, voir CCA.
CoreCivic (anciennement Corrections Corporation of America) est la deuxième plus grosse entreprise du secteur carcéral et de gestion de centres pénitentiaires au monde derrière GEO Group. Basée à Nashville elle a été créée en 1983 au début de la présidence Reagan et gère en 2019 plus de 60 complexes (pour une capacité de 90 000 lits) dans 19 États des États-Unis, relevant tant du système pénitentiaire que des centres de détention pour étrangers en situation irrégulière. Forte de 17 000 employés, elle surveille plus de 75 000 détenus. Toute activité de production réalisées dans les établissements peuvent générer un profit pour l'entreprise.
Elle reçoit des investissements de la Tennessee Valley Authority, l'Université Vanderbilt, et Jack C. Massey, le fondateur de l'Hospital Corporation of America.
CoreCivic a été nommé en 2008 comme l'une des 100 meilleures entreprises citoyennes par le magazine Corporate Responsibility Officer. Le magazine militaire national GI Jobs a souligné CoreCivic comme un employeur solide pour les anciens combattants et a également nommé CoreCivic comme un de ses « Top 50 emplois bienvenus militaire ». .

## Développement: des années 1980 aux années 2000
Pionnière, la CCA a débuté dans le secteur de l'immigration, puisque la compagnie ouvrait sa première installation, le Houston Processing Center, en 1984, sous contrat avec l’Immigration and Nationalization Service du département de la Justice (depuis 2003 U.S. Immigration and Customs Enforcement). Le centre de détention visait à retenir les migrants en attente de leur jugement. Elle étendit ses opérations à l'incarcération des mineurs délinquants, en 1984 et 1986, dans l'État du Tennessee. En 1989, elle ouvrit la New Mexico Women's Correctional Facility (capacité d'environ 200 lits) à Grants (Nouveau-Mexique). En 1992, CCA ouvrait la première prison privée à sécurité renforcée (Supermax), le Leavenworth Detention Center (256 lits), contractée pour ce faire par le U.S. Marshals Service.

## Lobbying
CCA est connue pour son lobbying au Congrès afin de durcir les lois. Le Boston Phoenix annonçait ainsi que la firme avait dépensé plus de 2,7 millions de dollars, de 2006 à septembre 2008, à cette fin. L'entreprise a obtenu des accords avec le gouvernement fédéral Américain. Le gouvernement a l'obligation de fournir un taux de détention dans ses prisons compris entre 80 et 100 % ou sinon il devra payer des indemnités.